# Lise Thouin
Pour les articles homonymes, voir Thouin.
Lise Thouin (née le 10 juillet 1950) est une actrice, chanteuse, écrivain et bénévole québécoise (Canada).

## Biographie
Conjointe du cinéaste Jean-Claude Lord avec lequel elle a eu 2 enfants Marie-Noëlle Lord et Jean-Sébastien Lord. elle joue dans son film Les Colombes dont elle interprète la chanson thème avec un chœur d'enfants. Par la suite elle joue ou collabore au scénario de quelques autres films de Lord. Elle habite aujourd'hui à Montréal avec son nouveau compagnon de vie Vital Julien.
En 1985, elle est terrassée par un virus et frôle la mort. Après avoir récupéré, elle sent qu'elle doit adhérer à une cause humanitaire, et se tourne vers les enfants atteints de maladie incurable. En 1988 elle est bénévole à l'hôpital Sainte-Justine. Elle accompagne alors plusieurs enfants lors des dernières semaines de leur vie. Cette expérience l'incite à écrire un livre, Boule de rêve, l'histoire d'un jeune dauphin auquel il pousse des ailes qui lui permettront ultimement de rejoindre la planète de cristal.
Par la suite, elle crée la Fondation Boule de rêve pour continuer et étendre son action.

## Filmographie
- 1972 : Les Colombes - Josianne Boucher
- 1974 : Bingo - collaboration au scénario
- 1976 : Parlez-nous d'amour - La scripte
- 1976 - 1979 : Grand-Papa (télévision) - Mme Lacoste
- 1977 : Panique - Hélène
- 1979 : Éclair au chocolat - Marie-Louise
- 1986 : Lance et compte (télévision) - Nicole Gagnon
- 1987 : La Grenouille et la Baleine - Anne (et collaboration au scénario)
- 1992 : L'Amour avec un grand A, épisode L'Amour, c'est pas assez
- 1993 : Les grands procès, épisode Ginette Couture-Marchand - Dr. Légaré
- 2010 : Fatal - Chanteuse 'Pedo file' 2

## Discographie
- Bande sonore du film Les Colombes, sur laquelle elle interprète sept chansons[2].
- 2008: Cinéma Cinéma - Les plus belles chansons du cinéma (chanson Les Colombes)[3]